# En kvinnas väg
En kvinnas väg är en amerikansk film från 1944 i regi av Vincent Sherman.

## Handling
Den vackra och ständigt uppvaktade Fanny Trellis gifter sig med den äldre finansmannen Job Skeffington, för att rädda sin bror Trippy som förskingrat pengar av honom. Äktenskapet blir inte lyckligt, trots att Job älskar Fanny, och de håller ihop en tid för sin dotters skull. Det hela slutar i skilsmässa, men Fanny får framöver inte det lika lätt som i sin ungdom.

## Rollista
- Bette Davis - Fanny Trellis Skeffington
- Claude Rains - Job Skeffington
- Walter Abel - George Trellis
- George Coulouris - Dr. Byles
- Richard Waring - Trippy Trellis
- Marjorie Riordan - Fanny Jr.
- Robert Shayne - MacMahon
- John Alexander - Jim Conderley
- Jerome Cowan - Edward Morrison
- Bill Kennedy - Bill Thatcher